# Rothus
Rothus là một chi nhện trong họ Pisauridae.